# Abies squamata
Abies squamata — вид ялиць родини соснових.

## Поширення, екологія
Країни проживання: Китай (Ганьсу, Цинхай, Сичуань, Тибет). Це субальпійський вид високогірного західного Китаю, що росте між 3500 м і 4500 м над рівнем моря. Ґрунти, як правило, сіро-бурі гірські підзолі або літозолі. Клімат холодний, відносно сухий (посушливий у сх. Тибеті), але, як правило, вічні сніги на височинах забезпечують достатню кількість вологи протягом усього року. Є складовою частиною хвойно-висотних лісів, росте з Abies recurvata, Abies fargesii var. faxoniana, Picea likiangensis var. rubescens, Picea asperata, Picea likiangensis (у сх. Тибеті), Larix potaninii і, можливо, також Tsuga forrestii. Є дуже мало широколистих дерев на цих великих висотах, Betula albosinensis і Betula utilis var. prattii є найпоширенішими.

## Морфологія
Дерево до 40 м заввишки. Кора червонувато-коричнева, розшаровується тонким паперовим шаром, як у берези, навіть на деревах тільки 6 років життя. Пагони з щільними коричневими волосками. Бруньки кулясті, червоно-коричневі, дуже смолисті. Голки щільно розташовані, прямостійні, розміром 1,5–2,5 см, округлі або з гострою вершиною, блакитно-зелені, з 2 білими смугами на нижній поверхні. Шишки довгасто-яйцеподібні, 5–6 см завдовжки, фіолетові, коли молоді.

## Використання
Є потенційним деревом деревини, але його перебування на гранично великих висотах у важкодоступних місцях заважає бути використаним в комерційних цілях. Хоча вид був успішно впроваджений в Європі та Північній Америці, він залишився рідкісним, обмежуючись кількома колекціями ботанічних садів і дендраріїв, де він, як правило, повільно росте. Його незвичайна кора має привабливість для дендрологів, але якщо нові збори насіння від диких джерел не буде відновлена, цей вид може поступово зникнути з садівництва.

## Загрози та охорона
На цих великих висотах ліси утворюють ізольовані ділянки на пригожих місцях, оточені безлісою субальпійською рослинністю. Пряма експлуатація деревини в цих лісових залишках через дуже повільне зростання легко призвела до зниження цього та інших видів хвойних дерев у цих лісах. Уряд Китаю недавно наклав заборону на вирубку в західному Китаї.